# Jan Klijnjan
Johannes Teunis (Jan) Klijnjan (Papendrecht, 26 februari 1945 – Dordrecht, 15 juni 2022) was een Nederlands voetballer die doorgaans als aanvallende middenvelder of centrale aanvaller speelde.

## Voetbalcarrière
Klijnjan begon zijn loopbaan in 1963 bij D.F.C. Van 1968 tot 1973 kwam hij uit voor Sparta Rotterdam en aansluitend speelde hij drie seizoenen in Frankrijk voor FC Sochaux. Hij besloot zijn loopbaan in 1979 bij FC Dordrecht.
Hij nam deel aan het Europees kampioenschap voetbal onder 18 - 1963. Voor het Nederlands voetbalelftal speelde hij van 1967 tot 1972 in totaal elf wedstrijden waarin hij twee doelpunten maakte.

## Carrièrestatistieken
| Seizoen         | Club             | Land            | Competitie      | Competitie | Competitie | Beker | Beker | Internationaal | Internationaal | Overig | Overig | Totaal | Totaal |
| Seizoen         | Club             | Land            | Competitie      | Wed.       | Dlp.       | Wed.  | Dlp.  | Wed.           | Dlp.           | Wed.   | Dlp.   | Wed.   | Dlp.   |
| --------------- | ---------------- | --------------- | --------------- | ---------- | ---------- | ----- | ----- | -------------- | -------------- | ------ | ------ | ------ | ------ |
| 1963/64         | D.F.C.           | Nederland       | Tweede divisie  | –          | 13         | –     | 0     | –              | –              | –      | –      | –      | –      |
| 1964/65         | D.F.C.           | Nederland       | Tweede divisie  | –          | 11         | –     | 0     | –              | –              | –      | 1      | –      | –      |
| 1965/66         | D.F.C.           | Nederland       | Tweede divisie  | –          | 21         | –     | 1     | –              | –              | –      | –      | –      | –      |
| 1966/67         | D.F.C.           | Nederland       | Eerste divisie  | –          | –          | –     | 1     | –              | –              | –      | –      | –      | –      |
| 1967/68         | D.F.C.           | Nederland       | Eerste divisie  | –          | –          | –     | 1     | –              | –              | –      | –      | –      | –      |
| 1968/69         | Sparta Rotterdam | Nederland       | Eredivisie      | 33         | 13         | 5     | 2     | –              | –              | –      | –      | 38     | 15     |
| 1969/70         | Sparta Rotterdam | Nederland       | Eredivisie      | 32         | 12         | 2     | 0     | –              | –              | –      | –      | 34     | 12     |
| 1970/71         | Sparta Rotterdam | Nederland       | Eredivisie      | 33         | 10         | 5     | 5     | 5              | 5              | –      | –      | 43     | 20     |
| 1971/72         | Sparta Rotterdam | Nederland       | Eredivisie      | 31         | 12         | 3     | 1     | 4              | 0              | –      | –      | 38     | 13     |
| 1972/73         | Sparta Rotterdam | Nederland       | Eredivisie      | 16         | 7          | 1     | 0     | –              | –              | –      | –      | 17     | 7      |
| 1973/74         | FC Sochaux       | Frankrijk       | Division 1      | –          | –          | –     | –     | –              | –              | –      | –      | –      | –      |
| 1974/75         | FC Sochaux       | Frankrijk       | Division 1      | –          | –          | –     | –     | –              | –              | –      | –      | –      | –      |
| 1975/76         | FC Sochaux       | Frankrijk       | Division 1      | –          | –          | –     | –     | –              | –              | –      | –      | –      | –      |
| 1976/77         | FC Sochaux       | Frankrijk       | Division 1      | –          | –          | –     | –     | 2              | 0              | –      | –      | –      | –      |
| 1976/77         | FC Dordrecht     | Nederland       | Eerste divisie  | 17         | 1          | 1     | 0     | –              | –              | –      | –      | 18     | 1      |
| 1977/78         | FC Dordrecht     | Nederland       | Eerste divisie  | 31         | 8          | 1     | 0     | –              | –              | –      | –      | 32     | 8      |
| 1978/79         | FC Dordrecht     | Nederland       | Eerste divisie  | –          | –          | –     | 0     | –              | –              | –      | –      | –      | –      |
| Carrière totaal | Carrière totaal  | Carrière totaal | Carrière totaal | –          | –          | –     | –     | 11             | 5              | –      | –      | –      | –      |

## Erelijst

### MetD.F.C.
| Competitie     | Winnaar | Winnaar | Runner-up | Runner-up |
| Competitie     | Aantal  | Jaren   | Aantal    | Jaren     |
| -------------- | ------- | ------- | --------- | --------- |
| Nationaal      |         |         |           |           |
| Tweede divisie | 1x      | 1964/65 |           |           |

## Necrologie
- Iwan Tol, 'Jan Klijnjan (1945-2022)', De Volkskrant donderdag 28 juli, p. 26